# John Ella

John Ella, Lithographie von Charles Baugniet, 1851

John Ella (* 19. Dezember 1802 in Thirsk; † 2. Oktober 1888 in London) war ein englischer Geiger, Musikschriftsteller und Konzertveranstalter.

## Leben
John Ella war der Sohn von Richard Ella und sollte nach dessen Wunsch Rechtsanwalt werden. Er erhielt jedoch ab 1819 Violinunterricht bei einem Mr. Fémy und wird am 18. Januar 1821 erstmals als Mitglied im Orchester des Theatre Royal Drury Lane erwähnt. Im folgenden Jahr gehörte er bereits zum Orchester des King’s Theatre.
Ab 1826, nach Beendigung seiner Studien bei Thomas Attwood und François-Joseph Fétis in Paris, ist er in mehreren bedeutenden Orchestern in London nachweisbar, darunter in der Royal Philharmonic Society. So spielte er im Orchester anlässlich der Trauerfeier von Carl Maria von Weber am 21. Juni 1826.
Zur selben Zeit wurde er musikalischer Herausgeber des Athenaeums und anderer Zeitungen. 1826 bis 1842 war er Musikkritiker der Morning Post.
1845 begründete er unter der Bezeichnung „Musical Union“ eine Kammermusik-Reihe, die zunächst in seinem eigenen Haus stattfand, und zu der er zahlreiche bedeutende Künstler verpflichten konnte. Später wurden die Konzerte in Willis’s Rooms durchgeführt, ab 1858 in den Hanover Square Rooms, ab 1859 in der neu eröffneten St. James’s Hall.
Ab 1868 befand sich Ellas Wohnung in 9 Victoria Square, 1880 beendete er seine Tätigkeit als Veranstalter der „Musical Union“.
Ella spielte im Musikleben der britischen Hauptstadt eine bedeutende Rolle und setzte sich für Hector Berlioz, Joseph Joachim, Anton Rubinstein, Robert Schumann, Clara Schumann und andere Musiker ein. Er wurde am 5. Oktober 1888 auf dem Brompton Cemetery beigesetzt.

## Werke
John Ellas Nachlass, darunter akribisch geführte Tagebücher zum Londoner Musikleben, befindet sich in der Bodleian Library in Oxford. Daneben veröffentlichte er zu Lebzeiten einige Bücher.
- Record of the Musical Union, London 1845–1881 (erschien jährlich, enthaltend alle Konzerte der Musical Union)
- Musical Sketches, Abroad, and at Home. Ridgway, London  1871 (books.google.de). 3. Auflage. Hrsg. von John Belcher. William Reeves, London 1878
- Lectures on Dramatic Music, and Musical Education Abroad and at Home. Ridgway, London 1872 (books.google.de)